# Craspedolepta bulgarica
Craspedolepta bulgarica är en insektsart som beskrevs av Jan Klimaszewski 1961. Craspedolepta bulgarica ingår i släktet Craspedolepta och familjen rundbladloppor.
Artens utbredningsområde är Iran. Inga underarter finns listade i Catalogue of Life.